# Muriel Asseburg
Muriel Asseburg (* 1968 in Stuttgart) ist eine deutsche Politologin. Ihre Forschungsgebiete sind Konflikte und politische Ordnungen im Nahen Osten. Sie ist seit 2001 wissenschaftliche Mitarbeiterin der Stiftung Wissenschaft und Politik.

## Leben
Muriel Asseburg studierte Politikwissenschaft, Volkswirtschaft und Völkerrecht an der Ludwig-Maximilians-Universität München. Sie promovierte dort im Jahr 2000 mit einer Arbeit über Blockierte Selbstbestimmung: Palästinensische Staats- und Nationenbildung während der Interimsperiode (nach dem Oslo-I-Abkommen 1993).
Seit 2001 ist sie wissenschaftliche Mitarbeiterin des Instituts für Internationale Politik und Sicherheit der Stiftung Wissenschaft und Politik. Von Oktober 2006 bis Juni 2012 leitete sie dort die Forschungsgruppe „Naher/Mittlerer Osten und Afrika“. Anschließend war sie bis 2015 Leiterin des Projekts „Elitenwandel und neue soziale Mobilisierung in der arabischen Welt“ sowie 2014/2015 des Projekts „Die Fragmentierung Syriens“. Seit Mai 2017 ist sie Mitglied im Fachbeirat von „Mediterranean Politics“. Ab Januar 2024 leitet sie gemeinsam mit Sinem Adar, promovierte Soziologin, bei der Stiftung Wissenschaft und Politik die Themenlinie Autokratisierung als Herausforderung für die deutsche und europäische Politik.
2016 legte sie zusammen mit Jan Busse, wissenschaftlicher Mitarbeiter an der Universität der Bundeswehr München, das Buch Der Nahostkonflikt. Geschichte, Positionen, Perspektiven vor, eine Einführung in die Geschichte und den aktuellen Stand des israelisch-palästinensischen Konflikts und mögliche Lösungen.
Muriel Asseburg lebte unter anderem in Jerusalem, Damaskus, Ramallah und Beirut.

## Position zum Nahostkonflikt
Asseburg spricht in Bezug auf den Nahostkonflikt von einer „Einstaatenrealität“. Israel übe mittlerweile direkte Kontrolle über Bevölkerungsregister, Land- und Seegrenzen sowie die Währungs- und Geldpolitik in den besetzten Gebieten aus und auch die Palästinensische Autonomiebehörde sei von Israel abhängig. Die Zweistaatenlösung ist laut Asseburg insgesamt betrachtet nur noch theoretisch umzusetzen. Die Europäische Union bleibe dennoch nach wie vor einem „Zweistaaten-Mantra“ verhaftet.
In einem Spiegel-Interview gab Asseburg an, dass die aktuelle Lage im Westjordanland für sie persönlich „[a]uf den ersten Blick“ als Apartheid bezeichnet werden könne. Für die Situation in Israel selbst könne sie dies rechtlich nicht beurteilen. Aus ihrer Sicht müsse sich der Internationale Strafgerichtshof mit der Frage auseinandersetzen, ob Israel momentan ein Apartheid-Regime betreibe oder nicht.
Am 17. Mai 2019 nahm der Deutsche Bundestag einen Antrag der Großen Koalition, der Grünen und der FDP mit dem Titel „Der BDS-Bewegung entschlossen entgegentreten – Antisemitismus bekämpfen“ an. Asseburg und 15 weitere Wissenschaftler lehnten in einer gemeinsamen Stellungnahme die pauschale Verurteilung der BDS-Kampagne als antisemitisch ab.

## Rezeption
Michael Hesse rezensierte in der Frankfurter Rundschau das Buch Der Nahostkonflikt, Ausgabe 2024, das die Situation in Nahost bis April 2024 umfasst. Angesichts der aktuellen Konflikteskalation bewertet er das Buch als hilfreiche Lektüre, die die Geschichte, Positionen und Perspektiven des Nahost-Konflikts unaufgeregt vermittelt. Als gewinnbringend für das Verständnis des Konflikts benennt er den Exkurs, der die Zeit vor der Staatsgründung Israels in den Blick nimmt. Souverän und differenziert wird laut Hesse auf die Eckpunkte des Konflikts eingegangen, wie den israelischen Unabhängigkeitskrieg, die Nakba, die verschiedenen Kriege, Friedensbemühungen, die Folgen des Arabischen Frühlings und die Verschiebung der Machtbalance. Der Mauerbau um den Gazastreifen und weitere Gebiete wird aus verschiedenen Perspektiven erörtert: Was für die einen ein „Schutzzaun“ ist, wird von den anderen als „Apartheidszaun“ deklariert. Dies ist für Hesse genau die Konfliktlinie, auf der sich die Diskurse zum Thema bewegen.
Ebenfalls in der Frankfurter Rundschau wurde das Buch Der 7. Oktober und der Krieg in Gaza. Hintergrund, Eskalation, Folgen (2025) von Gert Krell rezensiert. Das Buch fokussiert sich besonders auf das erste Jahr des Konflikts bis Anfang Oktober 2024. Die Vorgeschichte des Hamas-Massakers wird erörtert und liefert damit die notwendige Kontextualisierung, was allerdings laut Krell nicht als Verharmlosung verstanden werden kann. Schwerpunkte setzt  das Buch auf die Entstehung und Wandlungen der Hamas. Interessant war hier für den Rezensenten, dass Israel der USA erlaubte, schwere Waffen an die Fatah zu liefern. Die „Achse des Widerstands“, also der Iran, die libanesischen Hisbollah, die jemenitischen Huthi und radikale Milizen im Irak und Syrien werden ebenfalls gesondert in den Blick genommen. Insgesamt wertet Krell das Buch als klar strukturiert und ausgewogen, wobei die Vielzahl der Informationen passend verarbeitet wurden. Angesichts der in Krells Augen „teilweise absurden verbalen Konfrontationen hierzulande“ hat ihn das Buch in dem Merkspruch, den er als persönliche konkrete Utopie benennt, bestärkt: „Between the River and the Sea, Jews and Arabs shall be free.“

## Publikationen (Auswahl)
- Der 7. Oktober und der Krieg in Gaza. Hintergrund, Eskalation, Folgen. C. H. Beck, München 2025, ISBN 978-3-406-82892-8.
- Palästina und die Palästinenser. Eine Geschichte von der Nakba bis zur Gegenwart. 6. Auflage. C. H. Beck, München 2024, ISBN 978-3-406-83164-5 (eingeschränkte Vorschau in der Google-Buchsuche).
- mit Jan Busse: Der Nahostkonflikt: Geschichte, Positionen, Perspektiven. 4., aktualisierte Auflage. C. H. Beck, München 2020, ISBN 978-3-406-76977-1.
- Dynamics of transformation, elite change and new social mobilization in the Arab World. In: Muriel Asseburg, Heiko Wimmen (Hrsg.): Mediterranean Politics. Band 21, Nr. 1, 25. Oktober 2015, S. 1–22, doi:10.1080/13629395.2015.1081448.
- Muriel Asseburg (Hrsg.): Moderate Islamisten als Reformakteure – Rahmenbedingungen und programmatischer Wandel (= SWP-Studie. S 5). Stiftung Wissenschaft und Politik, Februar 2007, ISSN 1611-6372 (swp-berlin.org [PDF; 363 kB]).
- Muriel Asseburg: Blockierte Selbstbestimmung – palästinensische Staats- und Nationenbildung während der Interimsperiode (= Aktuelle Materialien zur internationalen Politik. Band 65). Nomos-Verlagsgesellschaft, Baden-Baden 2002, ISBN 3-7890-7796-8.
- Muriel Asseburg, Volker Perthes (Hrsg.): Surviving the stalemate. Approaches to strengthening the Palestinian entity (= Conflict prevention network. Band 2). 1. Auflage. Nomos-Verlagsgesellschaft, Baden-Baden 1998, ISBN 3-7890-5570-0 (englisch, französisch, zugl.: = Aktuelle Materialien zur internationalen Politik. Band 60).